# Оснабрюк (район)
Оснабрюк (нем. Osnabrück) — район в Германии. Центр района — город Оснабрюк. Район входит в землю Нижняя Саксония. Занимает площадь 2121,59 км². Население — 359 449 чел. Плотность населения — 169,4 человек/км².
Официальный код района — 03 4 59.
Район подразделяется на 34 общины.

## Города и общины
1. Бад-Эссен (15 779)
2. Бад-Ибург (11 652)
3. Бад-Лар (9 193)
4. Бад-Ротенфельде (7 251)
5. Бельм (13 906)
6. Биссендорф (14 404)
7. Бомте (13 283)
8. Брамше (30 916)
9. Диссен-ам-Тойтобургер-Вальд (9 420)
10. Георгсмариенхютте (32 554)
11. Гландорф (6 834)
12. Хаген-ам-Тойтобургер-Вальд (14 269)
13. Хасберген (11 108)
14. Хильтер-ам-Тойтобургер-Вальд (10 154)
15. Мелле (46 494)
16. Остеркаппельн (9 700)
17. Валленхорст (24 157)

Управление Артланд
1. Бадберген (4 608)
2. Менслаге (2 574)
3. Нортруп (3 045)
4. Квакенбрюк (12 796)

Управление Берзенбрюк
1. Альфхаузен (3 844)
2. Анкум (7 314)
3. Берзенбрюк (7 870)
4. Эггермюлен (1 822)
5. Герде (2 457)
6. Кеттенкамп (1 707)
7. Ристе (3 220)

Управление Фюрстенау
1. Берге (3 734)
2. Биппен (3 054)
3. Фюрстенау (10 054)

Управление Нойенкирхен
1. Мерцен (4 130)
2. Нойенкирхен (4 600)
3. Фольтлаге (1 832)